# Reticutriton
Reticutriton is een geslacht van weekdieren uit de klasse van de Gastropoda (slakken).

## Soorten
- Reticutriton carlottae (Ferreira & da Cunha, 1957) †
- Reticutriton elsmerensis (English, 1914) †
- Reticutriton lineatus (Broderip, 1833)
- Reticutriton pfeifferianus (Reeve, 1844)